# Brigade des mers
Brigade des mers (Water Rats) est une série télévisée australienne en 177 épisodes de 45 minutes, créée par John Hugginson et Tony Morphett (en), diffusée entre le 12 février 1996 et le 7 août 2001 sur Nine Network.
En France, la série a été diffusée sur France 2, en Suisse sur TSR1 et au Québec à partir de février 2000 sur Séries+.

## Synopsis
Cette série met en scène la vie d'un commissariat de la police maritime. Deux inspecteurs enquêtent sur les crimes qui ont eu lieu en mer et dans le port de Sydney et ses environs ; et on suit le quotidien des patrouilleurs et des plongeurs de la brigade des mers.

## Distribution

### Acteurs principaux
- Colin Friels (en) (VF : Nicolas Marié) : Inspecteur Francis « Frank » Holloway (1996-1999)
- Catherine McClements (VF : Caroline Beaune) : Inspecteur Rachel « Goldie » Goldstein (1996-1999)
- Steve Bisley (VF : Marc Bretonnière) : Inspecteur Jack Christey (1999-2001)
- Aaron Pedersen (VF : Stéphane Ronchewski) : Inspecteur Michael Reilly (1999-2001)
- Dee Smart (en) (VF : Marine Jolivet) : Inspecteur Alexandra « Alex » St. Clair (1999-2001)

### Acteurs de soutien
- Peter Bensley (en) (VF : Érik Colin) : Sergent Chef Jeffrey B. « Jeff » Hawker (1996–2001)
- Toni Scanlan (en) (VF : Christine Delaroche) : Sergent Helen Blakemore (1996–2001)
- Brett Partridge (VF : Thierry Wermuth) (saison 1) puis (VF : benoît DuPac)  (saison 2 à 6) : Agent Gavin Sykes (1996–2001)
- Jay Laga'aia (VF : Gabriel Le Doze) (saison 1) puis (VF : François Pacôme) (saison 2 à 6) : Agent Tommy Tavita (1996–2000)
- Scott Burgess (en)(VF : Cédric Dumond) (saison 1) puis (VF : Jean-François Lescurat) (saison 2 à 4 : Sergent Dave McCall (1996–1999)
- Raelee Hill : Tayler Johnson (1997–1999)
- Bill Young (VF : Jean Barney) : Inspecteur en chef Clarke Webb (1996)
- Sophie Heathcote (VF : Rafaèle Moutier) : Fiona Cassidy
- Allison Cratchley (en)(VF : Alexia Lunel) : Emma « Woodsy » Woods  premiere apparition dans Saison 4 ep 11 "Rapt en serie" (1998-2001)
- Rebecca Smart (en) : Donna Janevski (2000-2001)
- Diarmid Heindenreich (VF : Yannick Debain) :  Agent Matthew Quinn (2000–2001)

### Acteurs récurrents
- Treffyn Koreshoff : David Goldstein
- Anthony Martin (VF : Benoît Du Pac) : Chopper Lewis
- Peter Mochrie (VF : Guy Chapellier) : Inspecteur John « Knocker » Harrison
- Marshall Napier (en) : Inspecteur Joe Da Silva
- Jeremy Callaghan (en) : Inspecteur Kevin Holloway
- Richard Healy : Inspecteur Brady

## Épisodes

### Première saison (1996-1997)
1. Vengeance mortelle (Dead in the Water) 90 minutes
2. Le Vaisseau fantôme (Ghost Ship)
3. Sauveteur d'élite (Iron Man)
4. Mauvaise réputation (Catch and Kill)
5. Un flic au-dessus de tout soupçon (Lie Down with Dogs)
6. Mort à marée haute (V.I.P.)
7. Le Délateur (The Shaft)
8. Petit meurtre en famille (Death in the Family)
9. La Vengeance (Goldstein and Son)
10. Kilio hôtel (Kilio Hotel)
11. L'Homme puzzle (The Jigsaw Man)
12. L'Informateur (Bang Bang You're Dead)
13. Meurtres en série (Black Water)
14. Le Témoin (Eyewitness)
15. La Revanche (Payback)
16. Amour de jeunesse (Old Flame)
17. Le Couple maudit (Bad Blood)
18. La Maîtresse (Floater)
19. Porté disparu (Black Water II Missing)
20. Affaire à suivre (Police Issue 13519)
21. Le Paquet (Unfinished Business)
22. Flic et Ripoux (Respect)
23. L'Épave (Wrecked)
24. Témoignage posthume (Message from the Dead)
25. Knocker (And Then There Was One)

### Deuxième saison (1997-1998)
1. Rentrée de vacances (Recalled to Duty)
2. L'Impasse (Closed Circuit)
3. Import-export [1/2] (Import/Export)
4. Manipulation [2/2] (Jilted)
5. Qui ment ? (Truth or Dare)
6. Jeu de piste (Give Me Money)
7. Terminus (End of the Line)
8. Négligence coupable (Wrong Place, Wrong Time)
9. Plongées à risques (Sex Games)
10. Œil pour œil (Eye for an Eye)
11. L'Enlèvement (Goldie’s Trip)
12. L'Évasion (One Dead Rat)
13. Les Disparitions (The Messenger)
14. Double jeu (The Man in the Moon)
15. Tout pour réussir (Stolen Time)
16. Feux d'artifice (Fireworks)
17. Menace sur internet (Shroud Lines)
18. La chasse est ouverte (Hunting Season)
19. Traces de sang [1/2] (Blood Trail)
20. Un enfant disparaît [2/2] (Dead or Alive)
21. Tous à l'eau (All At Sea)
22. Les Motards (Retribution)
23. Le Piège [1/4] (Smile)
24. Descente aux enfers [2/4] (Deadfall)
25. Le Témoin [3/4] (The Witness)
26. Le Nettoyeur [4/4] (The Cleaner)

### Troisième saison (1998-1999)
1. Photos volées (As Fast As You Can)
2. Chantage dans le couple (The Gingerbread Man)
3. En souvenir du bon vieux temps (For Old Time's Sake)
4. Qui ne tente rien n'a rien (One For the Social Workers)
5. Les Portes de la honte (Sympathy for the Devil)
6. Le Jour le plus long (Bloody Kids)
7. Mort d'un restaurateur chinois [1/2] (Behind Closed Doors)
8. Un jeu morbide [2/2] (The Long Haul)
9. Derniers instants (Die For Me)
10. En attente (Old Dogs, New Tricks)
11. Les morts enterrent les morts (Run for the Money)
12. Il faut que jeunesse se passe (A Little Knowledge)
13. L'Amour maternel (Double Play)
14. Rapts en série (Soft Targe)
15. L'Amour blessé (Not Fade Away)
16. Dans la peau d'un autre (Romeo is Bleeding)
17. Double jeu (Heads or Tails)
18. La Tête dans le sac (Mocha Fudge)
19. Il faut briser la glace (Let the Dead)
20. Responsabilité limitée (Diminished Responsibility)
21. Intouchable (Watery Grave)
22. Apparences trompeuses (Six Hundred Clear A Week)
23. La mort était au rendez-vous (Untouchable)
24. Le Grand Saut (Switchback)
25. Nuit d'horreur (Somebody to Love)
26. Vertiges (Epiphany)
27. Chasse aux sorcières [1/4] (Honour Amongst Thieves)
28. Règlements de compte en série (Trust)
29. Jeux de guerre [3/4] (War Games)
30. Règlement de comptes [4/4] (Last Impressions)
31. Dans les profondeurs du port (Old Bones)

### Quatrième saison (1999-2000)
1. Perfide Albion (Fair Cop)
2. Une femme disparaît (A Woman of Substance)
3. Un crime presque parfait (Double Blind)
4. Tranché dans le vif (Cut off Point)
5. Affaire de famille (In the Family Way)
6. Il pleut sur Santiago (Santiago: Rain 27)
7. Fin de partie (End Game)
8. Départ en solitaire (Tomorrow Never Comes)
9. Les Risques du métier (Goes with the Territory)
10. Comme un poisson hors de l'eau (Fish out of Water)
11. La Grande Vie (Good Times and Adventures)
12. Liés par le sang (Blood Relations)
13. Flic à tout prix (Dial C for Cop)
14. Les Quatre sans barreur (Quad Squad)
15. Les Passagers clandestins (Unauthorised Entry)
16. L'Amour d'une mère / Pour l'amour d'un fils (Mother Love)
17. Retour fatal (I'm Home)
18. Le Bricoleur (The Drill)
19. Le Cow-boy masqué (Green Light)
20. Alerte rouge (Red Light)
21. Les Opales noires (Can't Buy Me Love)
22. L'Amour des oiseaux (Free as a Bird)
23. Dangereuses rencontres (Dangerous Encounters)
24. Amour de jeunesse (Force of Habit)
25. Requiem pour un requin (Shark Bait)
26. Le bonheur des uns… (A Day at the Office)
27. Adieu Rachel (Kaddish)
28. Remords (For Love or Money)
29. Le Mot de la fin (Helter Skelter)
30. Ami ou ennemi (Friend or Foe)
31. La Guerre des nerfs (Mr. Medium)
32. La Poudre aux yeux (New Kid on the Block)

### Cinquième saison (2000-2001)
1. Panique à bord (A Day to Remember)
2. Obsession [1/3] (Obsession)
3. Sale temps pour l'inspecteur [2/3] (Pay the Piper)
4. Une femme dans la tourmente [3/3] (Charlie's Pride)
5. Le Promoteur (Got A Light)
6. La Cassette mystérieuse (Play it Again)
7. Tu as du feu ? (A Split Second)
8. Harcèlement (Able to Leap Tall Buildings)
9. Les Chinois (Chinese Checkers)
10. À tombeau ouvert (The Trouble With Gary)
11. Opéra bouffe ! [1/2] (Saltimbocca)
12. Imbroglio à l'italienne [2/2] (Jump in the Mouth)
13. La Prise d'otage (Pinchgut)
14. Une maman de trop (Mummy Dearest)
15. Un meurtre pour deux (Two of a Kind)
16. Amour mortel (Lazarus)
17. Frères de sang (Heavy Metal)
18. Coups bas (Low Blows)
19. Pêche aux cadavres (One Good Turn)
20. Moustique (Mozzie)
21. Jeunesse perdue (Tangled Web)
22. Moitié-moitié (Reunion)
23. Oncle Laurie (In the Blood)
24. Les Liens du cœur [1/2] (Family Ties)
25. Une vie de chien [2/2] (Loose Ends)
26. Dernier chapitre (Final Chapter)
27. À qui la faute ? (Silent Running)
28. Une question d'honneur (Vengeance)
29. On est tous des héros (We Could Be Heroes)
30. En souvenir (Remember This)
31. Le Garde du corps (Vigilante)
32. La Secte (Tribes)
33. Jamais sans ma fille (The Last Hurrah)
34. Bye bye Charlie (Bye Bye Charlie)
35. L'Esprit de famille (Family Values)
36. Enfance meurtrie (True Believer)

### Sixième saison (2001)
1. Avec des si… (Domino)
2. Nuit d'ivresse (Happened One Night)
3. Le Tout pour le tout (High Roller)
4. Les dés sont jetés (Shadow Man)
5. Poison violent (Another Man's Poison)
6. Entre chiens et loups (Odds On)
7. Le Prix de l'amitié (Mates Rates)
8. Une journée comme une autre (Hungry Bear Blues)
9. Adios amigos (The Thin Edge)
10. Échange de bons procédés (The Player)
11. Grosse frayeur (Broken English)
12. Dans l'exercice de ses fonctions (Line of Duty)
13. Quelqu'un de bien (True Blue)
14. Journées sportives (Strike Out)
15. Souvenir d'enfance (The Devil You Know)
16. Femmes, femmes, femmes (The Marrying Kind)
17. Amer héritage (Bitter Legacy)
18. Le Fantôme de Robbo (Robbo's Ghost)
19. Cailloux russes (Red Ice)
20. Histoires de familles (Family Matters)
21. Jackpot (Jackpot)
22. La Traque (The Long Run)
23. Bureaucraties (Bureaucracy Rules, OK?)
24. Au bout du rouleau (The Removalist)
25. Chasse à l'homme [1/2] (And the Winner is…)
26. Chasse à l'homme [2/2] (Cats and Pigeons)